# Stefan Baumeister
Pour les articles homonymes, voir Hofmeister.
Stefan Baumeister, né le 18 avril 1993 à Bad Aibling, est un snowboardeur allemande.

## Palmarès

### Championnats du monde
| Épreuve / Édition       | Slalom parallèle          | Géant parallèle           |
| ----------------------- | ------------------------- | ------------------------- |
| Mondiaux 2019 Park City | Médaille de bronze, monde | Médaille de bronze, monde |
| Mondiaux 2021 Rogla     |                           |                           |
| Mondiaux 2023 Bakuriani |                           |                           |
| Mondiaux 2025 Engadine  |                           | Médaille d'argent, monde  |

### Coupe du monde
- 2 petits globes de cristal :
  - Vainqueur du classement slalom parallèle en 2019.
  - Vainqueur du classement slalom géant parallèle en 2022.
- 16 podiums dont 5 victoires.

#### Détails des victoires
| Épreuve / Édition | Slalom parallèle | Slalom géant parallèle |
| ----------------- | ---------------- | ---------------------- |
| 2016-2017         | Winterberg       |                        |
| 2017-2018         |                  | Kayseri                |
| 2018-2019         | Bad Gastein      |                        |
| 2021-2022         |                  | Carezza Simonhöhe      |